# The Destiny Program
The Destiny Program (bis 2006 Destiny) ist eine deutsche Metalcore-Band aus Husum in Norddeutschland.

## Geschichte
Gegen Ende des Jahres 1997 gründeten fünf junge Musiker aus Husum an der Nordsee eine Band namens „Destiny“. In den folgenden vier Jahren beschäftigte man sich ausschließlich mit dem Songwriting und dem Sammeln von Erfahrung im Live-Bereich, bis die Band erste Demos aufnahm. Einige der aufgenommenen Songs fanden dann ihren Platz auf mehreren Samplern. In dieser Zeit gab es auch einige LineUp-Änderungen, bis die aktuelle Besetzung im Mai 2001 gefunden war. Im folgenden Sommer ging die Band zum ersten Mal für fünf Wochen auf Europatour.
Nach der Tour begann Destiny mit den Aufnahmen ihres ersten Albums Diving into Eternity, welches dann im Januar 2002 auf Beniihana Records erschien. Es folgten mehrere Touren u. a. in Brasilien, erneut Europa und Japan.
Im August 2002 unterschrieb die Band einen Plattenvertrag bei Lifeforce Records, wo dann auch 2004 das zweite Album The Tracy Chapter erschien, welches von Tue Madsen (u. a. Heaven Shall Burn, Mnemic, The Haunted, Dark Tranquillity) abgemischt und von Anders Fridén, dem Sänger von In Flames produziert wurde.
Aus urheberrechtlichen Gründen benannte sich die Band 2006 in The dESTINY Program um. Ihr letztes Konzert mit dem Namen Destiny fand auf dem „Rock am Berg“-Festival 2006 in Menningen im Saarland statt. Nachdem man Ende 2006 mit Madball und Sick of It All auf der "Persistance"-Tour war, wurde das Label Nuclear Blast auf die Band aufmerksam. So unterschrieb man dort einen Plattenvertrag und veröffentlichte 2007 das dritte Studioalbum Subversive Blueprint.
Im Mai 2008 war die Band mit Born from Pain in England auf Tour und spielte Konzerte in London und Plymouth.
Außerdem trat die Band im Juni 2008 beim With Full Force Summer Open Air auf.
Im April 2009 gab die Band ihren neuen Schlagzeuger Christian Bass (ex-Deadsoil) bekannt.
Im Juni und Juli befanden sich The Destiny Program im Studio, um ihr bis dahin noch unbetiteltes neues Album aufzunehmen. Das neue Album namens "Gathas" erschien am 23. April 2010 auf Bastardized Recordings.

## Stil
Gab es anfangs musikalisch bei der Band noch mehr Hardcore- als Metal-Elemente zu hören, änderte sich der Musikstil auf dem Album Subversive Blueprint in reinen Metalcore mit gelegentlichen Thrash-Riffs und dezent gehaltenen Groove-Metal-Einflüssen.

## Diskografie
- 2000: Destiny (Demo-CD)
- 2001: The Killing Fields (Split-CD mit Narziss, Should Have Known und Self Conquest, Beniihana Records)
- 2002: Diving Into Eternity (CD, Beniihana Records; Wiederveröffentlichung 2003 mit zwei Bonustiteln)
- 2004: The Tracy Chapter (CD/LP, Lifeforce Records; Erstauflage in blauem Jewelcase)
- 2005: In Devotion to Memories (Doppel-CD, Alcatrize Records; das Album enthält die ersten beiden Studioalben und wurde als Japanese Edition veröffentlicht)
- 2007: Subversive Blueprint (CD/LP, Nuclear Blast / Bastardized Recordings)
- 2010: Gathas (CD, Bastardized Recordings)